# Mons Vitruvius

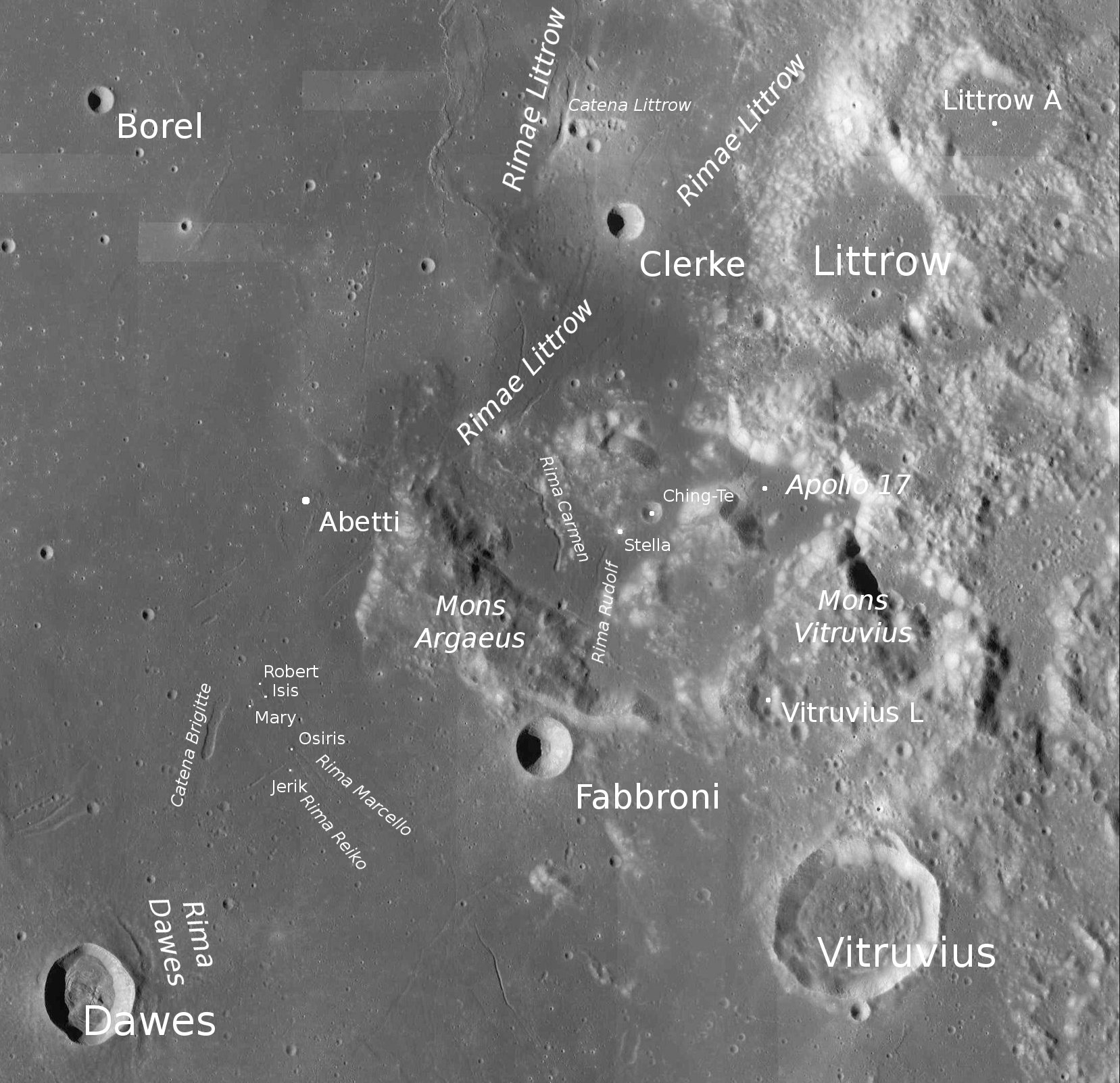
Photographie provenant de la mission Apollo 17.

Le Mons Vitruvius (19, 31) est un relief lunaire nommé d'après le cratère Vitruve. Il s'agit d'un groupe de montagnes dont le diamètre à la base est de 15 kilomètres. L'ensemble est situé dans une région assez riche en relief puisque l'on retrouve notamment le cratère Littrow 80 kilomètres au nord, le cratère Maraldi (en) 80 kilomètres à l'est et le cratère Vitruve environ 50 kilomètres au sud.